# Dunreith
Dunreith é uma cidade  localizada no estado americano de Indiana, no Condado de Henry.

## Demografia
Segundo o censo americano de 2000, a sua população era de 184 habitantes.
Em 2006, foi estimada uma população de 173, um decréscimo de 11 (-6.0%).

## Geografia
De acordo com o United States Census Bureau tem uma área de
0,4 km², dos quais 0,4 km² cobertos por terra e 0,0 km² cobertos por água. Dunreith localiza-se a aproximadamente 320 m acima do nível do mar.

## Localidades na vizinhança
O diagrama seguinte representa as localidades num raio de 16 km ao redor de Dunreith.